# 尹勇一
尹勇一（朝鲜语：／，1988年7月31日—），朝鲜足球运动员。入选过朝鲜国家足球队。現在效力於朝鮮足球聯賽球會月尾島體育團。

## 簡歷
尹勇一曾經代表朝鮮國家足球隊參加2010年世界盃預選賽，後來參與了2008年亞足聯挑戰盃卻因負給塔吉克國家足球隊而獲季軍，後來參與了2010年亞足聯挑戰盃並協助朝鮮奪得冠軍取得亞洲盃席位。
此前，他先後分別代表朝鮮國家少年足球隊和朝鮮國家青年足球隊參加2005年世界少年足球錦標賽和2007年U20世界盃足球賽，以及代表朝鲜国家奧運足球队參加了2008年夏季奧林匹克運動會足球預選賽、2009年東亞運動會和2010年亞洲運動會，其中先後在2009年東亞運動會對日本國家奧運足球隊、澳門奧運足球代表隊、香港奧運足球代表隊和韓國國家奧運足球隊比賽中以正選身分上陣，最後獲得第四名。

## 國際賽進球
朝鮮U-20
| # | 日期          | 場地         | 對手   | 進球 | 比數 | 比賽                      |
| - | ------------- | ------------ | ------ | ---- | ---- | ------------------------- |
| 1 | 2006年11月5日 | 印度班加羅爾 | 伊拉克 | 0–2  | 0–2  | 2006年亞足聯U19青年錦標賽 |

## 榮譽

### 國家隊
朝鮮
- 亞足聯挑戰盃冠軍：2010年；

朝鮮U-20
- 亞足聯U19青年錦標賽冠軍：2006年；